# EpiVacCorona
EpiVacCorona (en ruso: ЭпиВакКорона, transliterado EpiVakKorona) es una vacuna contra la enfermedad COVID-19 desarrollada por el Centro Nacional de Investigación de Virología y Biotecnología VECTOR. La vacuna EpiVacCorona contiene fragmentos extraídos de los antígenos peptídicos sintéticos del virus. La vacuna basada en antígenos provoca una reacción inmune contra COVID-19 y promueve un mayor desarrollo de la inmunidad.

## Descripción
La EpiVacCorona es una vacuna basada en antígenos peptídicos por lo cual no contiene el virus vivo y forma inmunidad debido al uso de péptidos sintetizados artificialmente. En marzo del año 2020, se informó que los científicos rusos habían comenzado a probar prototipos de vacunas para la COVID-19, con el plan de presentar la más efectiva en junio, dijo un jefe de laboratorio de VECTOR. Fueron creados los prototipos y se iniciaron entonces las pruebas en animales.
En julio de 2020, investigadores de VECTOR descubrieron que el virus SARS-CoV-2 que causa COVID-19 puede morir en el agua a temperatura ambiente en 72 horas, lo que ayuda a realizar más investigaciones sobre la enfermedad durante la pandemia. La producción a gran escala de la vacuna EpiVacCorona, según el primer ministro ruso Mijaíl Mishustin, comenzaría en febrero.
Los datos sobre 86 participantes en un ensayo de fase I-II se publicaron en la revista médica "Russian Journal of Infection and Immunity", lo que indica evidencia preliminar de seguridad y una respuesta inmune.

## Patentes y autorización
El 30 de septiembre de 2020, el Servicio Federal de Propiedad Intelectual (Rospatent) de Rusia informó que la vacuna había sido patentada. Entre las 12 personas inventoras de la vacuna, hay una que es homónima de la directora de Rospotrebnadzor, Anna Yurevna Popova lo que puede ser un problema porque es una estructura gubernamental que aprueba las candidatas a vacunas. El 14 de octubre de 2020, el presidente Vladímir Putin anunció la aprobación de la vacuna. En marzo de 2021, Turkmenistán se convirtió en el único estado extranjero en registrar la vacuna rusa en su territorio. Posteriormente, el gobierno de Venezuela anunció que recibiría la EpiVacCorona la cual sería autorizada para su estudio.

## Preguntas e inquietudes
Los periodistas y el público rusos expresaron muchas preocupaciones al respecto de la nueva vacuna. Un grupo de 120 anteriores participantes de la tercera fase de los ensayos clínicos posteriores al registro de vacunación con "EpiVacCorona", encabezado por el empresario ruso Andrey Krynicki envió una carta abierta destinada al Ministerio de Salud, el Servicio Federal de Supervisión de la Protección y el Bienestar del Consumidor de Rusia (Rospotrebnadzor) y VECTOR. Afirman que en su muestra, más del 50% de los que documentaron su participación en el estudio, recibieron pruebas negativas de anticuerpos, aunque solo el 25% de los participantes deberían haber recibido un placebo. Los funcionarios de VECTOR afirman que es posible detectar los anticuerpos requeridos solo por su sistema de prueba, pero este sistema, aparentemente, se mantiene en secreto.